# Rhodes College
Rhodes College est un collège privé d'arts libéraux établi à Memphis, au Tennessee.
Historiquement affilié à l'Église presbytérienne, le collège est membre des Associated Colleges of the South et est accrédité par la Southern Association of Colleges and Schools. Il accueille environ 2 000 étudiants et son campus gothique collégial se trouve sur un site boisé de 123 acres dans le quartier historique du centre-ville de Memphis.

## Histoire
Les origines du Rhodes remontent au milieu des années 1830 et à la création de la Montgomery Academy entièrement masculine à la périphérie de Clarksville, au Tennessee. Le marché du tabac florissant et le port fluvial rentable de la ville ont fait de Clarksville l'une des villes à la croissance la plus rapide de l'ouest des États-Unis et ont rapidement conduit à des appels pour transformer le modeste "log college" en une véritable université. En 1848, l'Assemblée générale du Tennessee autorise le transfert des biens de l'Académie pour la création de l'Université maçonnique du Tennessee (Masonic University of Tennessee).
En 1855, le contrôle de l'université passe à l'Église presbytérienne et elle est rebaptisée Stewart College en l'honneur de son président et bienfaiteur, William M. Stewart. La croissance initiale du collège s'arrête pendant la guerre de Sécession, au cours de laquelle ses bâtiments servent de quartier général à l'armée de l'Union tout au long de l'occupation fédérale de Clarksville. La guerre est particulièrement coûteuse pour la jeune institution, car le campus subit d'importants dégâts et pillages.

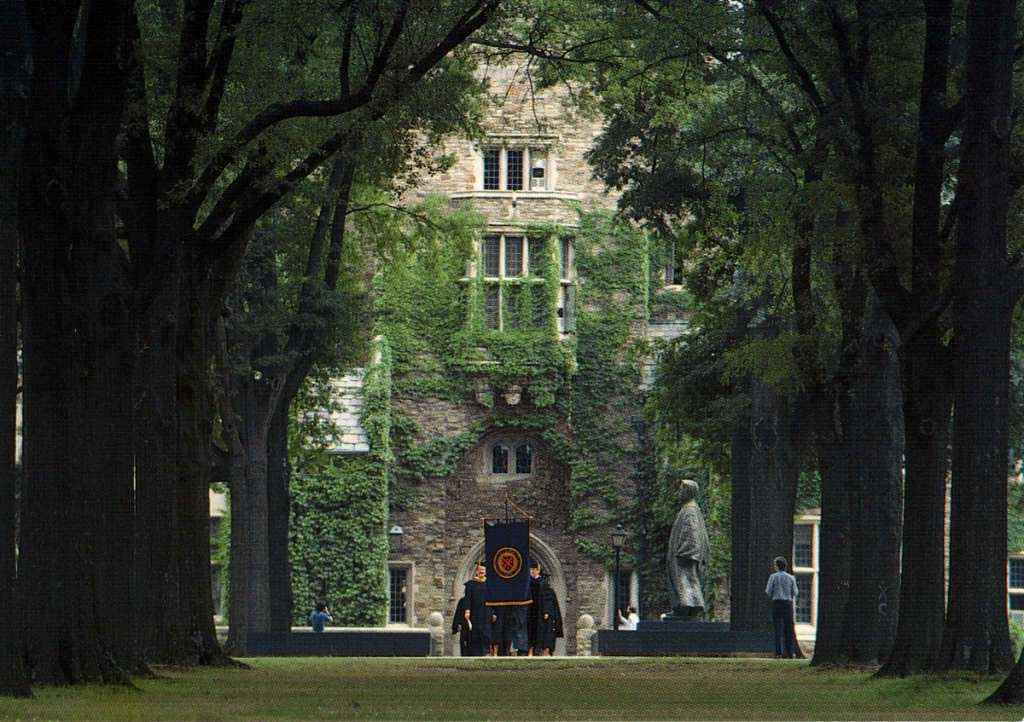
Palmer Hall.

## Personnes notables

### Faculté et administrateurs
- William Alexander Forbes (1855-1883), zoologiste anglais
- Allen Tate (1899-1979), poète américain, essayiste, commentateur social et poète, lauréat du prix Bollingen de poésie, élu à l'Académie américaine des arts et des lettres
- Robert Penn Warren (1905-1989), auteur, lauréat du prix Pulitzer pour Les Fous du roi (All The King's Men), a commencé sa carrière d'enseignant à Rhodes en 1930[3]
- Bobby Rush (né en 1933), Blues Hall of Famer, nommé aux Grammy Awards, chercheur invité en arts
- Michael Nelson (né en 1949) – politologue américain, récipiendaire du prix Richard E. Neustadt de l'American Political Science Association (APSA)
- Dave Wottle (né en 1950), médaillé d'or du 800 mètres aux Jeux olympiques d'été de 1972 à Munich
- Ming Dong Gu (né en 1955), érudit littéraire américain d'origine chinoise[4]
- Mark Behr (1963-2015), romancier sud-africain

### Anciens

#### Académique
- Harry L. Swinney, '61, directeur du Center for Nonlinear Dynamics à l'Université du Texas à Austin
- James C. Dobbins, '71, James H. Fairchild professeur de religion, Oberlin College
- Van M. Savage[5], '96, professeur de biomathématiques et de biologie évolutive à l'Université de Californie à Los Angeles

#### Gouvernement et militaire
- Thomas Watt Gregory, 1883, Procureur général des États-Unis 1914-1919
- Theodore M. Brantley, 1875, le plus ancien juge en chef de la Cour suprême du Montana, servant pendant 23 ans (1899-1922)
- Abe Fortas, '30, juge associé, Cour suprême des États-Unis (1965-1969)
- Amy Coney Barrett, '94, Juge assesseur de la Cour suprême des États-Unis
- Alison Lundergan Grimes, '01, ancienne secrétaire d'État du Kentucky

#### Littérature et arts
- Dorothy Jordan, '25, actrice de théâtre et de cinéma ; a joué la femme du frère de John Wayne dans La Prisonnière du désert (The Searchers)
- Peter Matthew Hillsman Taylor, '39, auteur, lauréat du prix Pulitzer
- John Farris, '58, écrivain prolifique de romans populaires de fiction et de suspense ainsi que de pièces de théâtre et pour l'écran
- Hilton McConnico, artiste, designer et réalisateur ; le premier Américain à avoir une œuvre intronisée définitivement dans la collection des Arts Décoratifs du Louvre
- Lara Parker, actrice, connue pour Dark Shadows et Sauvez le tigre (Save the Tiger)
- Dixie Carter, '62, actrice de Broadway et actrice de télévision nommée aux Emmy Awards, a joué dans la sitcom à succès de  Columbia Broadcasting System Femmes d'affaires et Dames de cœur (Designing Women)
- Charlaine Harris, '73, écrivain à succès du New York Times de la série La Communauté du Sud (The Southern Vampire Mysteries) que HBO a ensuite adaptée pour sa série True Blood

#### Autres
- Margaret Polk, '43, ancienne fiancée du pilote du Memphis Belle B-17, d'après qui l'avion a été nommé

#### Anciens d'honneur
- Malcolm Forbes, 1983, rédacteur en chef du magazine  Forbes[6]
- William R. Ferris, 1997, directeur du Center for the Study of Southern Culture, co-éditeur de l'Encyclopedia of Southern Culture
- Isaac Tigrett, 1997, fondateur du Hard Rock Cafe et de l'House of Blues[7]
- Peter C. Doherty, 1998, vétérinaire et chercheur[8]
- Priscilla Presley (1998- ), actrice et femme d'affaires américaine, ancienne épouse d' Elvis Presley[9]
- Bill Frist (1999- ), médecin américain, homme d'affaires et homme politique[10]
- Cary Fowler (2011- ), agriculteur américain et ancien directeur exécutif du Global Crop Diversity Trust, a fréquenté l'école en 1967-1969